# Muzeul Național de Artă din Trinidad și Tobago

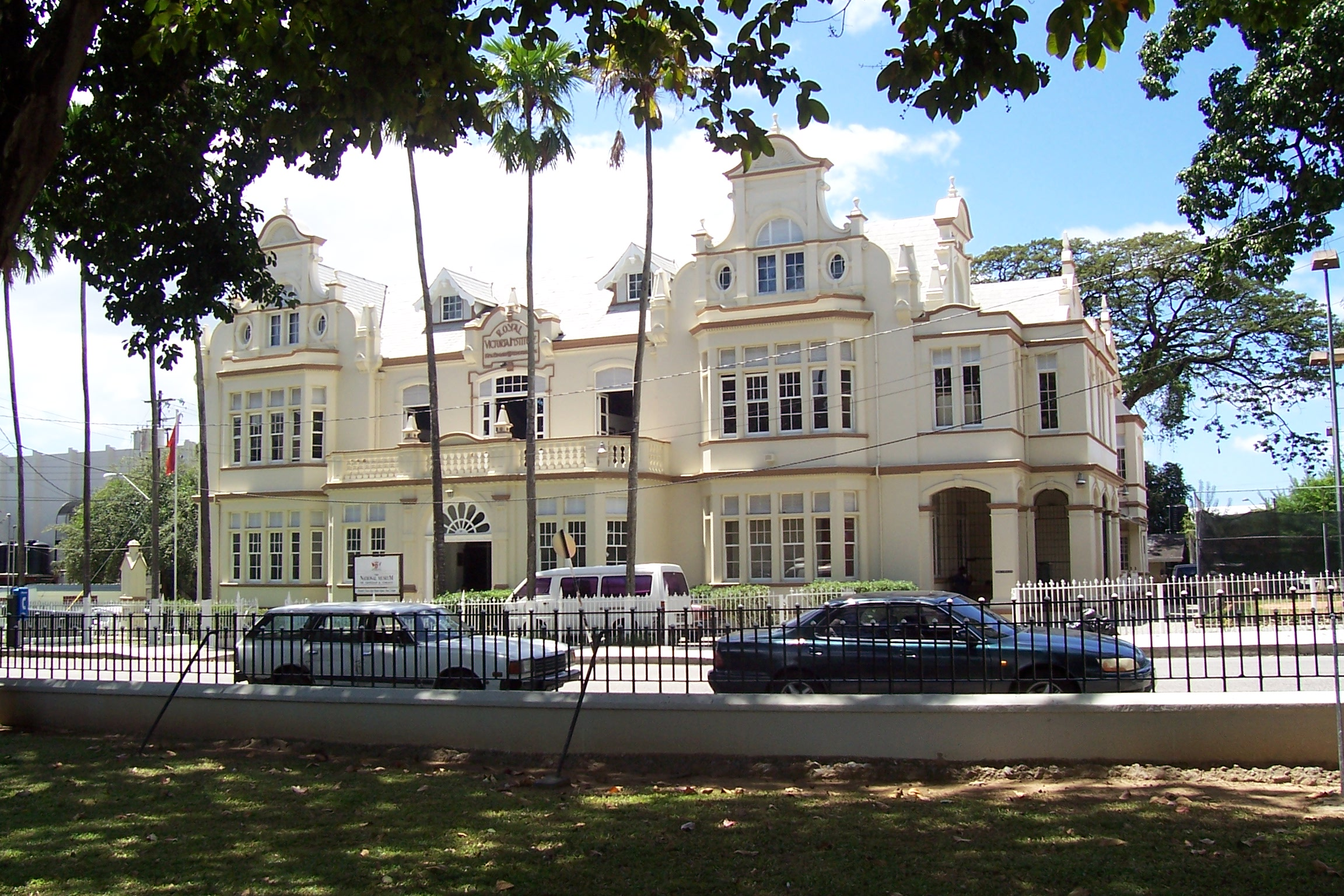
Muzeul Național de Artă din Trinidad și Tobago

Muzeul Național de Artă este muzeul național din Trinidad și Tobago, situat în Port of Spain, pe insula Trinidad. Este situat în partea de sus a străzii Frederick, vizavi de Parcul Memorial, la sud de Queen's Park Savannah.
Muzeul a fost înființat în 1892, sub numele de Royal Victoria Institute. Clădirea este un exemplu de arhitectură în stil colonial din epoca victoriană a Indiilor de Vest britanice.

## Caracteristici
Muzeul gestionează o colecție de aproximativ 10.000 de articole, inclusiv o colecție de tablouri realizate de Michel-Jean Cazabon. galerie despre artele carnavalului din Trinidad. Printre numeroasele articole expuse în șapte galerii majore sunt exponate petroliere și geologice, colecția de artă națională permanentă și o mică galerie despre arta carnavalului din Trinidad.